# Twin Goat Mountain
Der Twin Goat Mountain ist ein 2128 m hoher Berg mit einer Schartenhöhe von 298 m im Süden der kanadischen Provinz British Columbia, im Squamish-Lillooet Regional District.

## Geographie
Der Twin Goat Mountain liegt 24 km östlich von Pemberton in den Lillooet Ranges der Coast Mountains. Die Abflüsse der Niederschläge vom Berg fließen in Zuflüsse des Lillooet River. Der nächsthöhere Berg ist der Mount Matier. Der Twin Goat Mountain ist eher für den steilen Anstieg aus dem umliegenden Terrain als für seine absolute Höhe bemerkenswert. Das Relief ist spektakulär, da sich der Gipfel 1928 m über den Lillooet Lake in 3,5 km Entfernung erhebt. 
| Duffey Peak      | Slalok Mountain | Mount Howard        |
| Pemberton Valley |                 | Snowspider Mountain |
| Lillooet Lake    | Lillooet Lake   | Twin One Creek      |

## Geschichte
Das Toponym des Berges wurde am 23. Januar 1979 vom Geographical Names Board of Canada offiziell anerkannt. Der Berg wurde gemeinsam mit dem Twin One Creek benannt, so wie von Karl Ricker vom Alpine Club of Canada vorgeschlagen.

## Klima
In Bezug auf die Klimaklassifikation nach Köppen und Geiger herrscht am Twin Goat Mountain ein Westseiten-Seeklima. Die meisten Wetterfronten stammen vom Pazifik und bewegen sich ostwärts auf die Coast Mountains zu, wo sie durch die Berge zum  Aufsteigen (Windstau) gezwungen werden, was wiederum dazu führt, dass die enthaltene Feuchtigkeit in Form von Regen oder Schnee abgegeben wird. Im Ergebnis führt das zu hohen Niederschlägen in den Coast Mountains, insbesondere zu starken Schneefällen im Winter. Die Temperaturen können unter −20 °C fallen, unter Berücksichtigung von Windchill-Einfluss unter −30 °C. 